# Beaumontia khasiana
Beaumontia khasiana är en oleanderväxtart som beskrevs av Joseph Dalton Hooker. Beaumontia khasiana ingår i släktet Beaumontia och familjen oleanderväxter. Inga underarter finns listade i Catalogue of Life.